# Герб Екатеринославской губернии
Герб Екатеринославской губе́рнии —  официальный символ Екатеринославской губернии, утверждён 5 июля 1878 года. Герб составлен в соответствии с геральдической реформой Б. Кёне на основе герба наместничества 1811 года.

## Описание
В лазуревом щите золотое вензеловое изображение имени Императрицы Екатерины II между таковыми же цифрами 1787, окруженое девятью золотыми о шести лучах звездами. Щит увенчан Императорскою короною и окружен золотыми дубовыми листьями, соединенными Андреевскою лентою

## История
В 1784 (или 1783) году образовано Екатеринославское наместничество, а с 1796 года — Екатеринославская губерния. 
Об утверждении герба наместничества и Екатеринослава сведения довольно скудны. В издании «Изображение губернских, наместнических, коллежских и всех штатских мундиров» 1794 года указано, что Екатеринославская губерния пока герба не имеет. Однако приведён его рисунок с вензелем Екатерины II. Имеются сведения, что в 1811 году были утверждены гербы Екатеринослава и Екатеринославского наместничества.
В 1797–1802 годах эта территория именовались Новороссийской губернией (а Екатеринослав был переименован в Новороссийск). 
8 октября 1802 года из части Новороссийской губернии была образована Екатеринославская губерния в составе Бахмутского, Екатеринославского, Мариупольского, Новомосковского, Павлоградского уездов, а также Ростовского (с Нахичеванским армянским округом) и Таганрогского градоначальств (в 1887 году отошли к Области войска Донского).

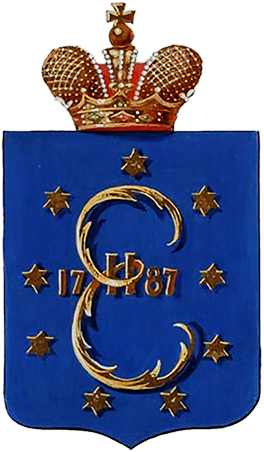
Герб Екатеринослава и Екатеринославского наместничества. 1811
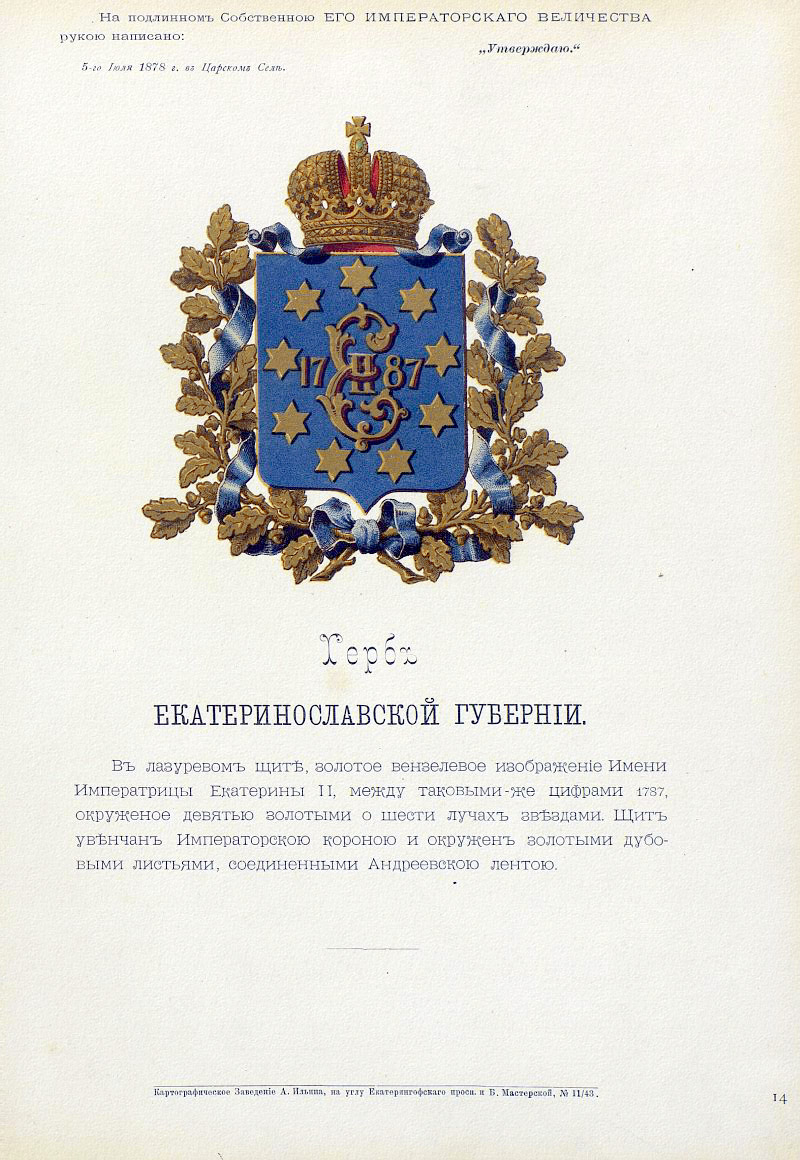
Герб с официальным описанием в Гербовнике Бенке
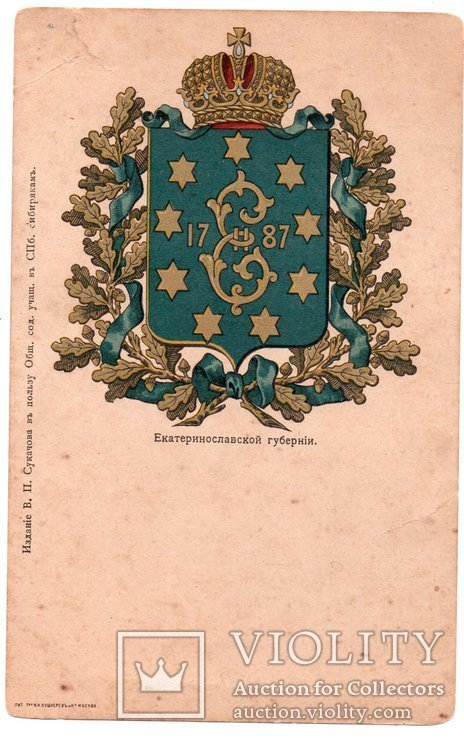
Герб из издания Сукачова